# Jorge Antonio Calvera Rosés

Jorge Antonio Calvera Rosés (31 de julio de 1938, Baracoa) es un destacado investigador y arqueólogo cubano, al que se deben importantes descubrimientos arqueológicos sobre las comunidades aborígenes en Cuba, en especial la fundamentación de la presencia de cacicazgos en el territorio nacional.

## Datos biográficos
A los doce años fue a vivir a Santiago de Cuba, donde se graduó de Bachiller en Letras en su Instituto de Segunda Enseñanza. Desde inicios de la década de los años 50 realizó en forma independiente múltiples actividades como aficionado a la Arqueología y la Espeleología, en Baracoa y Santiago de Cuba, hasta que en 1954 fundó en esta última ciudad el “Club de Jóvenes Exploradores”, con el objetivo de dedicarse de manera elemental a esas actividades de investigación. 
En 1960 se muda a La Habana y en 1968 culmina allí la Licenciatura en Historia en la Universidad de La Habana. De 1967 a 1969 vive en Santiago de Cuba, donde se desempeña al frente del Archivo de Historia de la provincia de Oriente. En 1969 se muda para la ciudad de Camagüey.  En 1973 finaliza sus estudios de Arqueología y en 1981 recibe la categoría de Investigador Auxiliar. 
Desde 1982 se radica en la actual ciudad de Ciego de Ávila. En 1987 recibió el título la de Master en Ciencias Arqueológicas, y en 1990el de Investigador Titular. Doctor en Ciencias Históricas, concedido por la Universidad de La Habana en 1992 por su tesis “Investigaciones arqueológicas en el área de concentración de aborígenes agroalfareros de Cubitas,  Camagüey”. Dentro de su extensa labor científica destaca el estudio por más de veinte años del sitio aborigen Los Buchillones, en la costa norte de la actual provincia de Ciego de Ávila,  declarado en 2011 Monumento Nacional. Miembro de la Comisión Nacional de Arte Rupestre. 
En 2003 le fue conferida la Orden Carlos J. Finlay por su larga y sostenida obra científica. Académico Titular de la Academia de Ciencias de Cuba en el período 2006-2010. Se jubiló en mayo de 2010, pero siguió trabajando voluntariamente hasta concluir en 2011 el proyecto “Presencia aborigen en el litoral norte de Ciego de Ávila yCamagüey”.
Es Jefe de la Sección de Arqueología de la Comisión Provincial de Monumentos del Ministerio de Cultura, en Ciego de Ávila. Miembro Efectivo del Tribunal de Otorgamiento de Categorías Científicas de la Delegación de la Academia de Ciencias de Cuba en Camagüey y Presidente del Consejo Científico de la Sociedad Espeleológica de Cuba en el Comité Provincial de Ciego de Ávila.

## Labor científica
Su actividad directa en investigaciones científicas se ha desarrollado en numerosos lugares de la geografía insular. En Laguna de Limones y San Lucas, municipio Maisí, provincia de Guantánamo; el sitio preagroalfarero Cueva Funche, provincia Pinar del Río; el sitio agroalfareroEl Morrillo, provincia Matanzas y “Cerro de Yaguajay”, área arqueológica de Cubitas, provincia de Camagüey, así como los sitios agroalfareros Loma de la Campana y Esterito de Banes, provincia Holguín. También en el sitio de contacto indo-hispánico (agroalfarero y español) El Chorrito, Nuevitas, provincia de Camagüey, en las cuevas con pictografías de la Sierra de Cubitas; el ingenio Santa Isabel de Castillo, provincia Camagüey; en las cuevas funerarias “Esqueletos 1 y 2”, en el sitio “La Gloria” y en el paradero “Los Hornos”, Cayo Guajaba; área arqueológica agroalfarera de Cubitas, y Cayo Romano, provincia Camagüey. 

### Área arqueológica de Los Buchillones
El sitio Los Buchillones
en el pueblo de Punta Alegre, municipio de Chambas tuvo significación arqueológica desde 1940, pero es partir de nuevos descubrimientos realizados entre 1990 y 1994 que alcanza verdadera notoriedad.
Para su estudio fue creado en 1995 un equipo multidisciplinario internacional encabezado por el Dr. Jorge Calvera. Desde ese año se han desarrollado los estudios del área, y hoy es esta un lugar de referencia internacional para los estudiosos de las comunidades aborígenes que poblaron nuestra área geográfica. El sitio se extiende unos 1 500 m a todo lo largo de la línea de costa, y unos 50“ m desde la laguna hacia el mar, además de los terrenos que ocupa en tierra firme. Son muy importantes los descubrimientos arqueológicos realizados en el sitio relacionados con las comunidades agricultoras ceramistas del tronco étnicoaruaco, denominadas también taínos.
Los Buchillonesha resultado ser el enclave arqueológico por excelencia para el estudio de un tema poco conocido: el de las viviendas que habitaban las comunidades tainas. Por la presencia de cuantiosos postes enterrados en el fondo de la laguna y de elementos pertenecientes a estructuras constructivas, los especialistas han podido ir analizando las formas de estas casas y las técnicas utilizadas.
Los resultados de las dataciones radiocarbónicas indican que la comunidad aborigen asentada en la zona sobrevivió al impacto inicial de los procesos de conquista y colonización, aspecto notable dentro de un panorama historiográfico que generalmente señala una rápida y casi total desaparición de la presencia indígena en la Isla.
<nowiki>El destacado arqueólogo Dr. Calvera ha señalado que: {{cita|
Los Buchillones ha enriquecido el patrimonio del Caribe Insular, con el hallazgo de dos mil seis piezas de maderas (previa a la excavación en el sitio avileño, en Cuba no rebasaban las 50 piezas y en el resto del Caribe no llegaban a 100).
El sitio Los Buchillones ha sido declarado Monumento Nacional.  
Las piezas encontradas en el área forman parte hoy  de las colecciones de los museos municipales Caonabo de Morón, el de Chambas, el provincial Simón Reyes Hernández y el museo del sitio de Los Buchillones.

## Principales responsabilidades desempeñadas
Director del Archivo Histórico Provincial de Oriente, de la Academia de Ciencias de Cuba (ACC). Jefe del Departamento de Arqueología Colonial, en el Instituto de Arqueología de la ACC. Miembro del Consejo Científico del Instituto de Arqueología de la ACC y de la Coordinación Científica de la Delegación de la ACC en Camagüey. Jefe de la Sección de Arqueología de la Comisión Provincial de Monumentos del Ministerio de Cultura, en Ciego de Ávila.  Miembro del Consejo Científico del Instituto de Ciencias Históricas de la ACC. Miembro de la Comisión Nacional Permanente de Arte Rupestre. 
Miembro del Consejo Científico Asesor del Centro Metodológico Provincial de Monumentos, Ministerio de Cultura, Ciego de Ávila. Miembro del Consejo Científico del Centro de Arqueología y Etnología de la ACC. Miembro del Tribunal de Ejercicios de Oposición para la obtención de categorías científicas de la Delegación de la ACC en Holguín. Miembro del Consejo Científico de la Delegación de la ACC en Camagüey. Miembro Efectivo del Tribunal de Otorgamiento de Categorías Científicas de la Delegación de la ACC en Camagüey. 
Presidente del Consejo Científico de la Sociedad Espeleológica de Cuba en Ciego de Ávila. Titular del Consejo Científico del Centro de Investigaciones de Ecosistemas Costeros del CITMA. Académico Titular de la ACC. Miembro Titular del Consejo Científico del Instituto Cubano de Antropología (ICAN), del CITMA. Director de las investigaciones arqueológicas denominadas “Presencia aborigen en el litoral norte de Ciego de Ávila”.

## Responsabilidades en proyectos investigativos
Ha sido director de varios proyectos investigativos, entre ellos "Estudio de las potencialidades arqueológicas del Archipiélago Sabana-Camagüey", desarrollada en la costa norte de las provincias de Camagüey, Ciego de Ávila, Sancti Spiritus, Villa Clara y Matanzas, y "Atlas arqueológico: estudio histórico-social de los aborígenes agroalfareros del norte de la provincia de Camagüey y norte de la provincia de Ciego de Ávila". 
También de "Estudio arqueológico de la historia de la etapa productiva en el sistema lacuno-palustre Loma de  Cunagua-Pesquería, provincia de Ciego de Ávila”, cuyos resultados obtenidos fortalecieron la hipótesis de la existencia de cacicazgos en el área de Cunagua. Fue director de las investigaciones arqueológicas desarrolladas para la confección del "Atlas de Camagüey", Premio Nacional de la ACC en 1989. 
Han estado bajo su dirección los estudios de laboratorio referidos a las industrias de la cerámica, la piedra, la concha y la madera, así como de los restos dietarios obtenidos durante las exploraciones y las excavaciones llevadas a cabo entre los años 1996 y 2006, ambos inclusive, en el área de concentración agroalfarera Los Buchillones.

## Labor con instituciones científicas extranjeras
Ha participado en investigaciones arqueológicas conjuntas con centros relevantes internacionales como el Instituto de Filología, Filosofía e Historia de la Filial Siberiana de la Academia de Ciencias de la Unión Soviética (1978-1983), el Instituto de Historia y Arqueología de la Academia de Ciencias de la Unión Soviética (1986- 1989) y con el  Museo Real de Ontario (ROM), Toronto, Canadá (1994-2001).  
En investigaciones relacionadas con el sitio arqueológico Los Buchillones esta labor se ha desarrollado con, las Universidades de Toronto y de York, Canadá (1999-2005), la Universidad Colegio de Londres, a través de su Instituto de Arqueología (2001-2006), y la Universidad Veracruzana de México (2004-2005). En el 2006 asistió a I Jornadas Internacionales de Estrategias Macro desde los Humanismos Económico y Tecnológico, auspiciadas por la Facultad de Derecho de la Universidad de Córdova, Argentina. 

## Actividad docente
- 1974-1976 Profesor Adjunto de la Universidad de Camagüey.
- 1976-1993 Profesor Adjunto de la Universidad Pedagógica “José Martí”, de Camagüey.
- 2002-2006 Profesor Titular Adjunto de la Universidad de Ciego de Ávila (UNICA)
- 2002-2007 Profesor Consultante y Tutor de la SUM de Ciego de Ávila.
- 2007 Profesor Principal Titular de la Universidad de Ciego de Ávila (UNICA).

## Premios a resultados científicos
Ha recibido en varias ocasiones el Premio Nacional y Provincial de la ACC. Recibió el Premio Nacional por “Atlas de Camagüey” y  “Nuevo Atlas Nacional de Cuba”, obras a las que contribuyó en ambos casos.  También por "Disco compacto (CD-ROM) TAÍNO”, donde es coautor de varias libros que integran la obra, así como por “Investigaciones arqueológicas en el Área Los Buchillones, Ciego de Ávila, Cuba”. 
El Premio Provincial se le ha adjudicado por “Historia de la localidad de la provincia de Ciego de Ávila” y “Proyecto de manejo del área protegida Limones- Tuabaquey, Sierra de Cubitas, Camagüey”, donde fue autor principal de la Sección de Arqueología, y a "Sistemas de asentamientos de las comunidades de pescadores-recolectores de la provincia Ciego de Ávila" y "Metodología para el estudio de las piezas aborígenes de madera y para la determinación de su autenticidad". 
Igual reconocimiento han recibido  "Hallazgos únicos en Las Antillas de restos de elementos constructivos y ceremoniales en madera por medio de novedosos métodos de excavación" e "Investigaciones arqueológicas en el Área Los Buchillones, Ciego de Ávila, Cuba". Fue colaborador en el libro Ecosistemas costeros: biodiversidad y gestión de recursos naturales, una compilación por el 15 Aniversario del Centro de Investigaciones de Ecosistemas Costeros (CIEC), perteneciente Ministerio de Ciencia, Tecnología y Medio Ambiente (CITMA). Obtuvo el Premio de la Crítica del Instituto Cubano del Libro y la ACC por  “Arqueología de Cuba y de otras áreas antillanas”, obra en la que fue autor principal de dos artículos.

### Otros Reconocimientos
Orden Carlos J. Finlay en 2003 por la obra científica de su vida y, fundamentalmente por sus investigaciones en el Área Arqueológica Los Buchillones durante más de 25 años. Recibió en 2005 la Condición de Hijo Distinguido concedida por la  Asamblea Provincial del Poder Popular en Ciego de Ávila, la que en 2010 le otorgó además la Distinción Réplica del Machete del Coronel Simón Reyes, la más alta distinción que confiere la provincia avileña. En ese mismo año recibió el Premio de Investigación Cultural Dr. Enrique Sosa en la categoría “Obra de toda la vida”, así como la Distinción Ornofay por sus aportes en el campo de la arqueología cubana.